# Nowotrojićke (obwód chersoński)
Nowotrojićke (ukr. Новотроїцьке) – osiedle typu miejskiego w obwodzie chersońskim Ukrainy, siedziba władz rejonu nowotrojickiego.

## Historia
Miejscowość powstała w 1958 roku.
W 1989 liczyła 12 545 mieszkańców.
W 2013 liczyła 10 726 mieszkańców.